# Ryszard Bonisławski

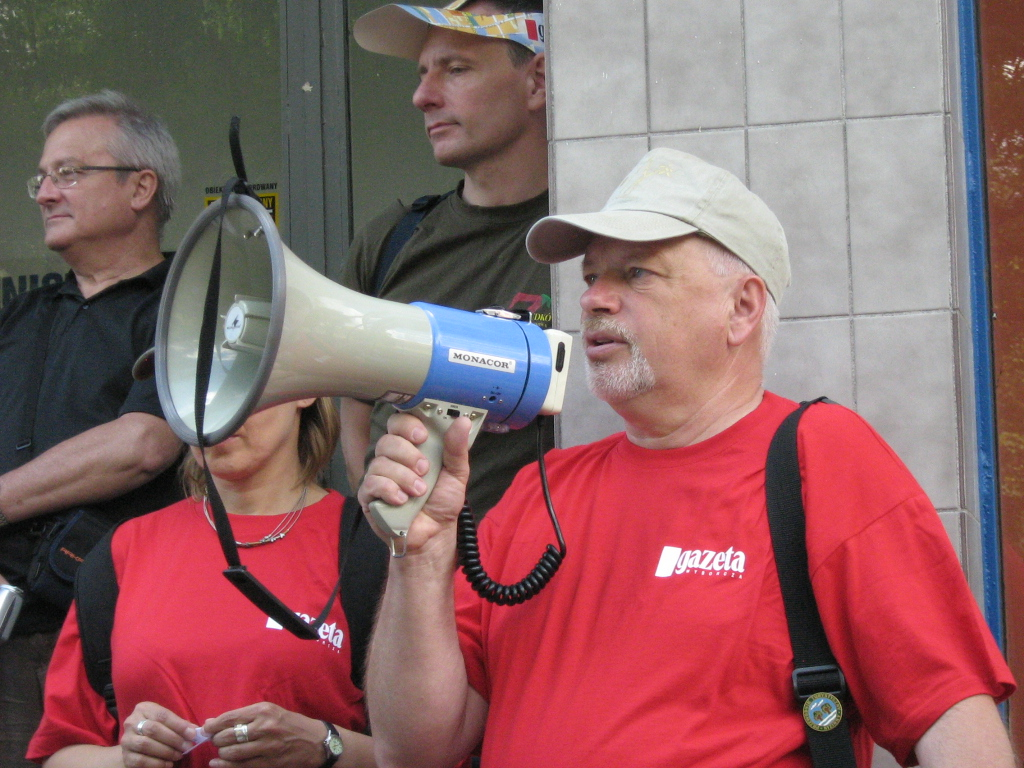
Ryszard Bonisławski jako przewodnik podczas wycieczki po Łodzi w 2007

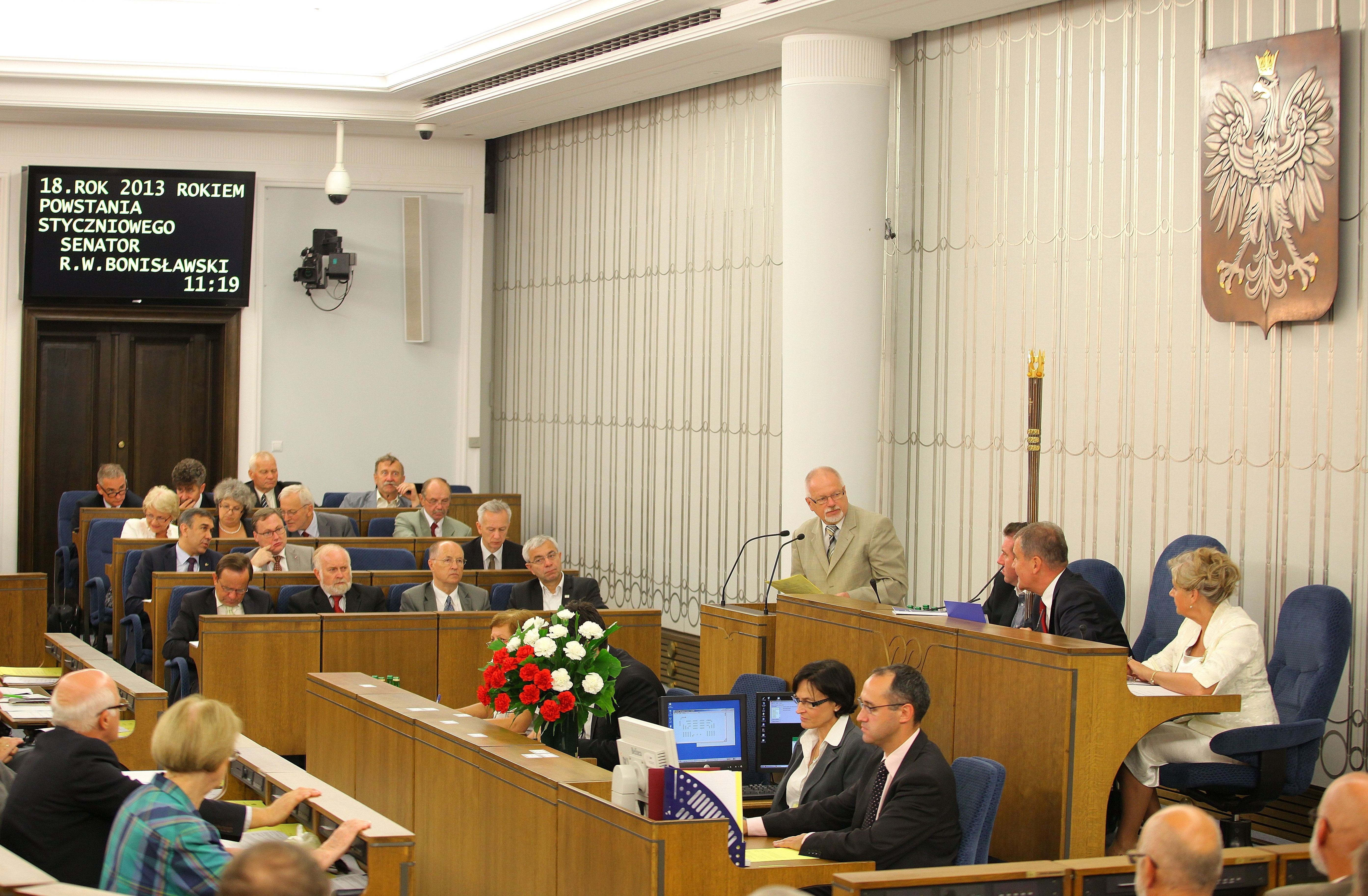
Ryszard Bonisławski przemawiający podczas 17. posiedzenia Senatu RP VIII kadencji

Ryszard Wiesław Bonisławski (ur. 4 czerwca 1947 w Łodzi) – polski regionalista, samorządowiec, przewodnik turystyczny po Łodzi i regionie łódzkim, prezes Towarzystwa Przyjaciół Łodzi, senator VIII i IX kadencji.

## Życiorys
Ukończył filologię polską na Uniwersytecie Łódzkim. Pracował w Centralnym Muzeum Włókiennictwa w Łodzi, zakładach „Anilana”, a także jako kierownik biura i wiceprezes ogniska w Towarzystwie Krzewienia Kultury Fizycznej w Łodzi. W 1992 został dyrektorem Wojewódzkiego Ośrodka Informacji Turystycznej w Łodzi (przekształconego w Centrum Informacji Turystycznej).
Od wielu lat zajmuje się promowaniem oraz opisywaniem fabrykanckiej przeszłości miasta, a także jego tradycjami. W 1994 zaczął prowadzić Filmową encyklopedię Łodzi w TVP Łódź. Autor i współautor kilkunastu książek oraz przewodników, redaktor sygnowanej własnym nazwiskiem rubryki poświęconej zabytkom Łodzi okolic w miesięczniku „Kalejdoskop” wydawanym przez Łódzki Dom Kultury. W 1999 objął funkcję prezesa Towarzystwa Przyjaciół Łodzi.
W latach 1999–2004 należał do Unii Wolności. Od 1998 do 2002 sprawował mandat radnego sejmiku łódzkiego z ramienia tej partii. W wyborach parlamentarnych w 2001 z poparciem UW bez powodzenia ubiegał się o mandat senatora w ramach Bloku Senat 2001 (zajął 4. miejsce, zdobywając około 69,4 tys. głosów). W wyborach samorządowych w 2006 bezskutecznie kandydował do łódzkiej rady miasta z KWW Lepsza Łódź Waldemara Bohdanowicza. W 2010 został kandydatem Platformy Obywatelskiej do sejmiku łódzkiego, uzyskując mandat radnego. W wyborach parlamentarnych w 2011 został wybrany do Senatu VIII kadencji jako kandydat PO. Z listy PO kandydował także w wyborach do Parlamentu Europejskiego w 2014, nie uzyskując mandatu. W 2015 został ponownie wybrany na senatora (dostał 85 639 głosów). W 2019 bez powodzenia kandydował do Sejmu z ramienia Koalicji Obywatelskiej.
W 2017 powołany do Rady Muzeum przy Muzeum Miasta Łodzi.

## Odznaczenia i wyróżnienia
- Krzyż Kawalerski Orderu Odrodzenia Polski (2005)[7]
- Jubileuszowy medal na 600-lecie Łodzi (2023)[8]
- Medal „Pro Publico Bono” im. Sabiny Nowickiej (2007)[9]
- Medal honorowy Regionalnej Organizacji Turystycznej Województwa Łódzkiego (2013)[10]
- Złota Odznaka Polskiego Towarzystwa Schronisk Młodzieżowych[11]
- Nagroda Prezydenta Miasta Łodzi (1997)[12]
- Nagroda Miasta Łodzi (2001)[13]

## Wybrane publikacje
- Na szlaku autora „Chłopów” (1973)
- Łódzkie adresy Juliana Tuwima (1995, ISBN 83-903491-0-8)
- Łódź na starych pocztówkach (opr., 1998, ISBN 83-87735-01-9)
- Magiczne miejsca: Łódź (red., 1998, ISBN 83-87735-00-0)
- Łódź. Przewodnik. Historia, zwiedzanie, kultura, informacje praktyczne (współautor, 2001, ISBN 83-87735-25-6)
- Łódź. Barwy miasta (współautor, 2001, ISBN 83-910842-1-3)
- Województwo Łódzkie. Zawsze na Twoim szlaku. Informator dla turysty (opr., 2001, ISBN 83-914563-2-3)
- Łódź zapamiętana (2002, ISBN 83-910842-4-8)
- Łódzkie judaika na starych pocztówkach (współautor, 2002, ISBN 83-88742-01-9)
- Łódź. Informator turystyczny (współautor, 2004, ISBN 83-920871-0-0)
- Czas przeszły ciągle obecny. Tułaczka. Historia, wspomnienia, dokumenty (redakcja pracy zbiorowej, 2004, ISBN 83-909105-2-7)
- Łódź: miasto w sercu Europy (2005, ISBN 83-910842-9-9)
- Niemcy łódzcy. Die Lodzer Deutschen (współautor, 2005, ISBN 83-919329-4-X)
- Łódź – portret miasta (red., 2006, ISBN 83-924356-0-5)
- Park imienia ks. bp. Michała Klepacza (współautor, 2006, ISBN 978-83-924031-0-4)
- Ogrody Księżego Młyna (współautor, 2008, ISBN 978-83-924031-2-8)
- Spacerownik łódzki (współautor, 2008, ISBN 978-83-7552-204-4)
- Księga fabryk Łodzi (współautor, 2010, ISBN 978-83-927666-7-4)